# KFC Schoten SK

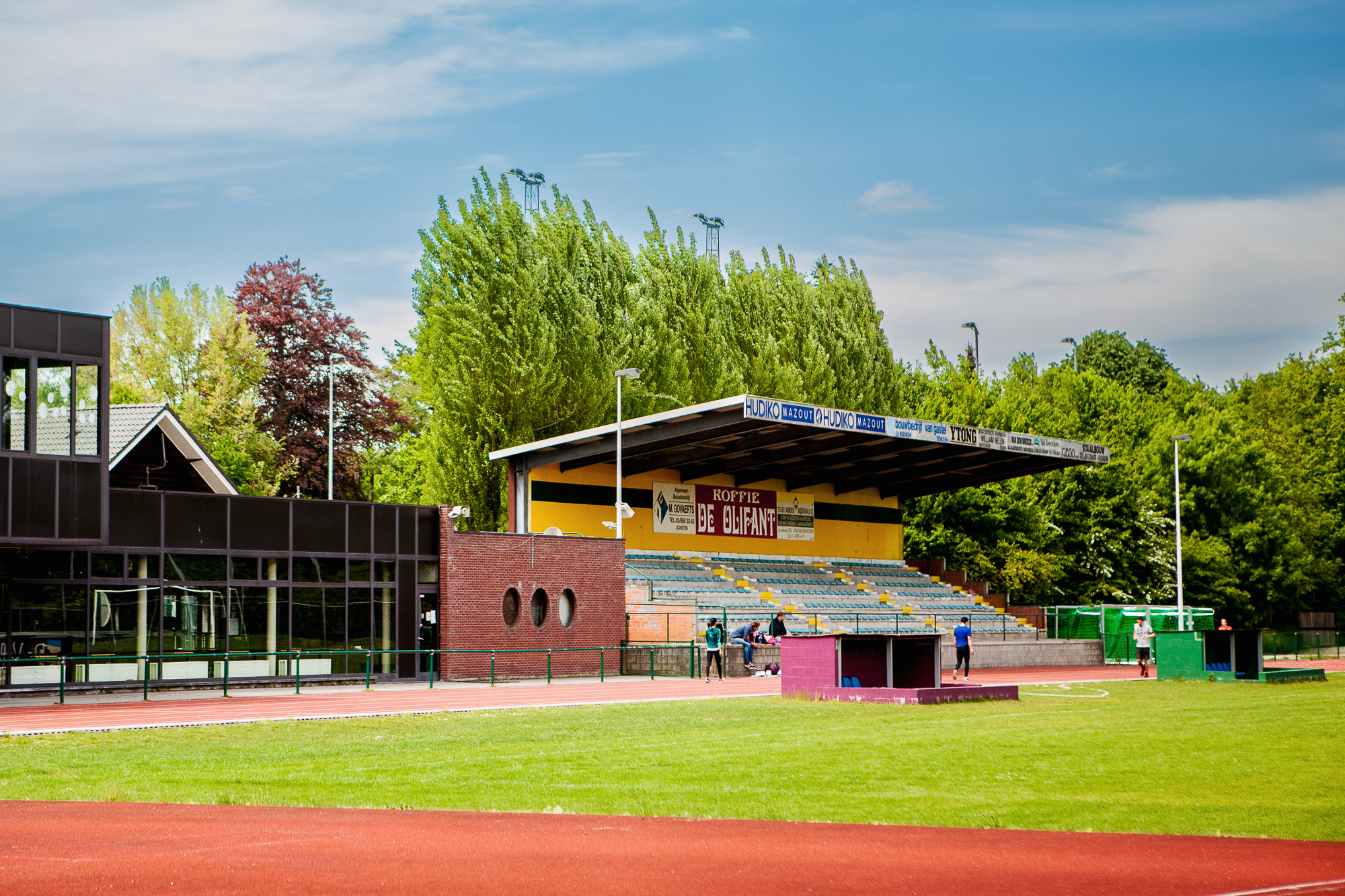
De zittribune van KFC Schoten SK.

KFC Schoten SK was een Belgische voetbalclub uit Schoten. De club was aangesloten bij de voetbalbond met stamnummer 956 en had geel-groen als clubkleuren.

## Geschiedenis
In 1916 werd de club Schooten Sportkring opgericht. Deze club sloot tijdens de Eerste Wereldoorlog aan bij de Belgische Voetbalbond, maar hield het in 1920 voor bekeken. Datzelfde jaar werd opnieuw een gelijknamige club opgericht, die zich in 1921 opnieuw bij de voetbalbond aansloot. In 1926 diende de club opnieuw zijn ontslag in, maar dit werd in 1927 tenietgedaan en de club sloot weer aan bij de voetbalbond. Schooten Sportkring kreeg het toen eerste vrije stamnummer 956, hoewel de club eigenlijk reeds langer aangesloten was geweest.
In de jaren dertig verscheen de club voor het eerst in de nationale reeksen. Van 1934 tot 1936 speelde de ploeg twee seizoenen in de nationale bevorderingsreeksen, op dat moment de derde klasse. In 1955 kreeg de club de koninklijke titel en werd Koninklijke Football Club Schoten Sportkring (KFC Schoten SK).
In 1992 fusioneerde de club met Hoogmolen Sport Schoten. Hoogmolen Sport Schoten was opgericht in 1946, en was aanvankelijk aangesloten bij het Arbeiderssportverbond, een amateurbond die met de KBVB concurreerde. In 1956 had Hoogmolen Sport de overstap gemaakt naar de KBVB, en kreeg er stamnummer 5920. De nieuwe fusieclub bleef KFC Schoten SK heten en bleef verder spelen met stamnummer 956. Stamnummer 5920 verdween.
In 1996 promoveerde Schoten SK uit de provinciale reeksen naar Bevordering. Het seizoen er op werd de club meteen kampioen in Vierde Klasse en promoveerde zo verder naar Derde Klasse. In het eerste seizoen werd de club slechts elfde, maar in de volgende seizoenen deed de club het een stuk beter met een vijfde, zevende en vierde plaats.
In 2002 werd de club twaalfde, maar dan kwam aan het licht dat de club het vorige seizoen een poging tot omkoping had gedaan. De club moest gedwongen degraderen naar de vierde klasse en kreeg ook nog eens 12 strafpunten aan de start van 2002/03. Zonder de strafpunten zou de club op de vijfde plaats geëindigd zijn, maar nu werd de club veertiende en degradeerde rechtstreeks naar de provinciale reeksen. Na twee seizoenen kon de club via de interprovinciale eindronde promoveren. In de competitie eindigde de club zevende, maar omdat het een periodetitel gewonnen had, kon Schoten deelnemen aan de eindronde. De club keerde terug naar de vierde klasse en eindigde daar twee keer in de middenmoot. In 2008/09 zakte Schoten weer naar de provinciale reeksen.
In 2016 vierde de voetbalvereniging zijn 100-jarig bestaan. Naar aanleiding hiervan schreef auteur Paul Theunis het boek 'Koninklijke Football Club Schoten Sportkring. 1916-2016. Een kroniek van 100 seizoenen vriendschap'.
In April 2025 zette de Gemeente Schoten de voetbalclub KFC Schoten SK uit gemeentepark omdat deze zijn financiële verplichtingen niet had nageleefd.

Zonder terrein, en in serieuze financiële problemen, had de club geen andere optie meer dan de handdoek in de ring te gooien. Stamnummer 956 werd geschrapt.
Als reactie werd in Schoten een nieuwe club opgericht, Sporting Club Schoten, met als voorzitter Dirk Bossers en met stamnummer 9839.

## Resultaten
| Seizoen                                 | Klasse | Klasse | Klasse | Klasse |     |     |      |       |      | Reeks                                                    | Punten                                                   | Opmerkingen                                              |
|                                         | I      | II     | III    | P.I    |     |     |      |       |      |                                                          |                                                          |                                                          |
| --------------------------------------- | ------ | ------ | ------ | ------ | --- | --- | ---- | ----- | ---- | -------------------------------------------------------- | -------------------------------------------------------- | -------------------------------------------------------- |
| 1934/35                                 |        |        | 8      |        |     |     |      |       |      | Derde klasse B                                           | 26                                                       |                                                          |
| 1935/36                                 |        |        | 12     |        |     |     |      |       |      | Derde klasse B                                           | 26                                                       |                                                          |
|                                         | I      | I      | II     | III    | IV  | P.I | P.II | P.III | P.IV | Vanaf 1952/53 zijn er 4 nationale niveaus                | Vanaf 1952/53 zijn er 4 nationale niveaus                | Vanaf 1952/53 zijn er 4 nationale niveaus                |
| Provinciale reeksen tussen 1936 en 1996 |        |        |        |        |     |     |      |       |      |                                                          |                                                          |                                                          |
| 1996/97                                 |        |        |        |        | 1   |     |      |       |      | Vierde klasse B                                          |                                                          |                                                          |
| 1997/98                                 |        |        |        | 11     |     |     |      |       |      | Derde klasse B                                           |                                                          |                                                          |
| 1998/99                                 |        |        |        | 5      |     |     |      |       |      | Derde klasse B                                           |                                                          |                                                          |
| 1999/00                                 |        |        |        | 7      |     |     |      |       |      | Derde klasse A                                           |                                                          |                                                          |
| 2000/01                                 |        |        |        | 4      |     |     |      |       |      | Derde klasse A                                           | 51                                                       |                                                          |
| 2001/02                                 |        |        |        | 12     |     |     |      |       |      | Derde klasse A                                           | 37                                                       |                                                          |
| 2002/03                                 |        |        |        |        | 14  |     |      |       |      | Vierde klasse B                                          | 31                                                       |                                                          |
| 2003/04                                 |        |        |        |        |     | 8   |      |       |      | Eerste prov. Antw                                        | 40                                                       |                                                          |
| 2004/05                                 |        |        |        |        |     | 7   |      |       |      | Tweede prov. Antw                                        | 39                                                       |                                                          |
| 2005/06                                 |        |        |        |        | 10  |     |      |       |      | Vierde klasse B                                          | 39                                                       |                                                          |
| 2006/07                                 |        |        |        |        | 7   |     |      |       |      | Vierde klasse B                                          | 45                                                       |                                                          |
| 2007/08                                 |        |        |        |        | 5   |     |      |       |      | Vierde klasse B                                          | 47                                                       |                                                          |
| 2008/09                                 |        |        |        |        | 16  |     |      |       |      | Vierde klasse B                                          | 10                                                       |                                                          |
| 2009/10                                 |        |        |        |        |     | 9   |      |       |      | Eerste prov. Antw                                        | 38                                                       |                                                          |
| 2010/11                                 |        |        |        |        |     | 16  |      |       |      | Eerste prov. Antw                                        | 22                                                       |                                                          |
| 2011/12                                 |        |        |        |        |     |     | 12   |       |      | Tweede prov. Antw                                        | 29                                                       |                                                          |
| 2012/13                                 |        |        |        |        |     |     | 14   |       |      | Tweede prov. Antw                                        | 27                                                       |                                                          |
| 2013/14                                 |        |        |        |        |     |     |      | 11    |      | Derde prov. Antw                                         | 41                                                       |                                                          |
| 2014/15                                 |        |        |        |        |     |     |      | 8     |      | Derde prov. Antw                                         | 44                                                       |                                                          |
| 2015/16                                 |        |        |        |        |     |     |      | 5     |      | Derde prov. Antw                                         | 51                                                       |                                                          |
|                                         | 1A     | 1B     | 1Am    | 2Am    | 3Am | P.I | P.II | P.III | P.IV | Vanaf 2016-17 zijn er 3 nationale en 2 regionale niveaus | Vanaf 2016-17 zijn er 3 nationale en 2 regionale niveaus | Vanaf 2016-17 zijn er 3 nationale en 2 regionale niveaus |
| 2016/17                                 |        |        |        |        |     |     |      | 12    |      | Derde prov. Antw                                         | 35                                                       |                                                          |
| 2017/18                                 |        |        |        |        |     |     |      | 15    |      | Derde prov. Antw                                         | 18                                                       |                                                          |
| 2018/19                                 |        |        |        |        |     |     |      |       | 12   | Vierde prov. Antw                                        | 39                                                       |                                                          |
| 2019/20                                 |        |        |        |        |     |     |      |       | 17   | Vierde prov. Antw                                        | 0                                                        |                                                          |
| 2020/21                                 |        |        |        |        |     |     |      |       | -    | Vierde prov. Antw                                        | -                                                        | Seizoen geschrapt wegens Covid-19                        |
| 2021/22                                 |        |        |        |        |     |     |      |       | 11   | Vierde prov. Antw                                        | 26                                                       |                                                          |
| 2022/23                                 |        |        |        |        |     |     |      |       | 2    | Vierde prov. Antw                                        | 57                                                       |                                                          |
| 2023/24                                 |        |        |        |        |     |     |      |       | 2    | Vierde prov. Antw. B                                     | 63                                                       |                                                          |
| 2024/25                                 |        |        |        |        |     |     |      |       | 3    | Vierde prov. Antw. B                                     | 64                                                       | Laatste seizoen. Einde van de club.                      |

## Bekende (oud-)spelers
- Thomas Adriaensens
- Gerald Baars
- Hakim Bouchouari
- Thomas Carpels
- Gert Davidts
- Chris De Witte
- Niels Dominicus
- Bimbo Fatokun Lanre
- Elden de Getrouwe
- Cliff Mardulier
- Pieter Schrassert Bert
- Daniel Simmes
- Stefan Van Riel